# 二瓶一将
二瓶 一将（にへい かずまさ、1965年5月21日 - ）は、日本のプロレスラー、実業家。喧嘩プロレス二瓶組所属。東京都出身。二瓶組長のリングネームも使われる。

## 人物
ヒクソン・グレイシーの「400戦無敗」という記録に対し「そんな喧嘩なら俺、500戦は無敗だよ」と喧嘩十段を名乗るほどの喧嘩好きとして有名である。
学生時代に同級生の笹崎伸司（引退）と新日本プロレスに入門直訴したこともあるという二瓶組長は、一時、テレビや映画の悪役スタントマンとして活躍していたが、たまたま訪れた屋台村プロレスの会場でレスラーへの情熱が再燃。1995年PWCよりデビュー。1996年4月、試合中、木村浩一郎に対しシュートな喧嘩を売ったこともあった。一躍その名をマット界に知らしめたのは、1998年WARに参戦・天龍源一郎とのタッグだった。
2015年8月、両国国技館で大仁田厚を対戦相手に行われた有刺鉄線電流爆破マッチを最後にリングから離れ、飲食店や風俗店・警備会社・芸能プロダクション・美容関係・アパレル等19の会社経営をしている実業家でもある。
過去、先輩レスラーの折原昌夫を日本刀で脅して逮捕された。新聞報道によると二瓶組所属選手へのいじめと女子マネージャー・ダイアナへの不倫・妊娠させたことに腹を立て、電話で「おれは普通のレスラーじゃないんだ、舐めるなよ!」などと脅し、横浜文化体育館の控え室で折原昌夫や折原のマネージャーに対して暴力を振るった上に、刃物で脅したとされる。
その後、喧嘩プロレス二瓶組を正式に旗揚げした。個性的・独特な興行でコアなファンを得て、毎回観客数は1500人を超える。またプライベートでは藤原喜明・大仁田厚・高田延彦・高山善廣・曙・ボブ・サップ・海外アーティストなどマット界のみならず芸能界・裏社会・政界にも幅広い人脈を持っている。
暴力団風のルックスはキャラクターとされて来たが、FMWの川崎球場大会では収監中の暴力団組員の河西克彦の実名が書かれたTシャツを着てリングに上がり「この勝利を兄貴に捧げる」と語ったり、二瓶組のプロレス興行では観客の大半が本物の暴力団組員と見られる者ばかりだったりしたことから、暴力団との深い関係が囁かれている。前出の河西克彦は川崎市内で起きた暴力団の抗争事件で逮捕された稲川会系暴力団幹部で、二瓶と同じ川崎市幸区在住と報じられている。
2003年に自身が運転していたベンツが大破する事故を起こしており、その後遺症が残っている。
2007年2月11日の歌舞伎町クラブハイツ大会にて復帰し、2008年7月には長州力・大仁田厚・越中詩郎・大森隆男らの参戦を得てディファ有明大会を行った。
2008年、日本相撲協会のTシャツやグッズなどを販売する会社を立ち上げる。
同年12月には、東京・両国でちゃんこ鍋屋『ワールドちゃんこ朝青龍』を経営し「SUMO ZONE株式会社」の代表取締役社長に就任したが、2010年5月には同店の店名にもなっている元横綱・朝青龍が暴力事件を起こして契約解消トラブルが発生し、朝青龍側は「2009年7月末までに海外に出店するという契約条件が守られていない」と主張しているのに対し、二瓶は「日本相撲協会を解雇された横綱とはビジネスは出来ないが、すでにラスベガスに法人を立ち上げており、米国の景気の回復を待ち、出店を見送っている」と反論。
同年12月に朝青龍側が契約違反を理由に損害賠償を求める訴訟を東京地方裁判所に起こし、2010年2月には二瓶側から、朝青龍が一般人に暴行を加えて後に引退をした事に対して契約違反を理由に、損害賠償を求める訴訟を東京地方裁判所に起こしている。2011年12月に和解が成立した。
十代の頃から飲食店など、数多くの会社を経営してきた経験と人脈を生かして
2010年、閉店したペ・ヨンジュンの高級韓国料理店『高矢禮』の総料理長を独立させ、品川区西五反田に韓国料理店をプロデュースした。
2012年11月、64代横綱とともに、荻窪駅前に「曙ステーキ」をオープンした
。
2013年3月　『曙ステーキ 御徒町店』をオープン。
2013年9月　関西に進出し、大阪・道頓堀に『曙ラーメン』をオープン。
2016年　新宿御苑駅前に『美容整体サロン CoCo―Body』の顧問に就任。
2018年12月 『曙ステーキ 本厚木店』をオープン。
2019年9月　新宿 曙橋駅前に『OLDIES & MAGIC BARらくだばオアシス Jack & Betty』をオープン。自らもマジシャンとして演じている。
2020年　アパレルショップ『Pure Rogue』の顧問に就任。

## 得意技
- 極道チョップ
- 喧嘩キック
- 仁義ラリアット